# 真福寺 (東京都港区)
真福寺（しんぷくじ）は、東京都港区にある真言宗智山派の寺院。真言宗智山派総本山智積院の別院であり、真言宗智山派の宗務出張所が置かれている。

## 概要
1605年（慶長10年）、中興照海によって開山された。鉄砲洲（現・東京都中央区明石町）にあった小庵を現在地に移転して寺院化したものである。
幕末期は、江戸城に近いことから外国使節の宿舎に充てられている。オランダのクルティウスやロシア帝国のプチャーチンなどが宿泊している。
1995年（平成7年）、「真福寺・愛宕東洋ビル」という近代的ビルの高層建築物に建て替えられ、真言宗智山派の拠点にもなっている。

## 交通アクセス
- 虎ノ門ヒルズ駅よりB1出口徒歩3分（経路案内）。